# هدلی (مینه‌سوتا)
هدلی، مینه‌سوتا (به انگلیسی: Hadley, Minnesota) یک شهر در ایالات متحده آمریکا است که در Murray County واقع شده‌است.

## خصوصیات
هدلی ۱٫۰۱ کیلومترمربع مساحت و ۶۱ نفر جمعیت دارد و ۵۲۰ متر بالاتر از سطح دریا واقع شده‌است.